# Сенегамбія і Нігер
Сенегамбія і Нігер (фр. Sénégambie et Niger) — адміністративне об'єднання французьких володінь в Західній Африці, створене в 1902 році з територій Французького Судану, що знаходилися під цивільним управлінням. У 1904 було перетворено в колонію Верхній Сенегал і Нігер.